# أقاليم اليونان

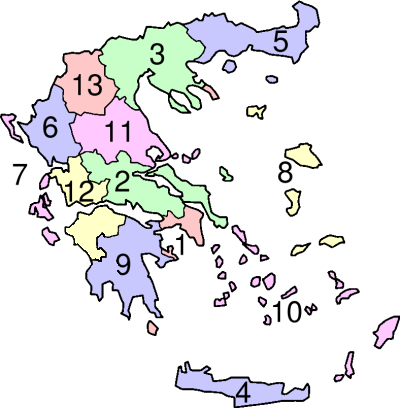
خريطة لأقاليم اليونان

تنقسم اليونان إلى 13 إقليما (باليونانية: περιφέρεια؛ بِريْفيريا)‏ هي: